# Choriactis opalescens
Choriactis opalescens är en havsanemonart som beskrevs av Ferdinand Albin Pax 1922. Choriactis opalescens ingår i släktet Choriactis och familjen Sagartiidae. Inga underarter finns listade i Catalogue of Life.